# Barbastella
A Barbastella az emlősök (Mammalia) osztályának denevérek (Chiroptera) rendjébe, ezen belül a kis denevérek (Microchiroptera) alrendjébe és a simaorrú denevérek (Vespertilionidae) családjába tartozó nem.

## Rendszerezés
A nembe az alábbi 3 faj tartozik:
- nyugati piszedenevér (Barbastella barbastellus) - típusfaj
- Barbastella beijingensis[1]
- keleti piszedenevér (Barbastella leucomelas)